# Аг Ашуг Аллахверди
Аг Ашуг Аллахведи (азерб. Ağ Aşıq Allahverdi; 1754, Сулдуз, Западный Азербайджан — 1860, Ваневан, Кавказское наместничество) — азербайджанский ашуг и поэт, учитель Ашуга Алы Гызылвенкли.

## Биография
Аг Ашуг Аллахведи родился в семье Гара Османоглу в городе Сулдуз в 1754 году. Позже он со своей семьёй переезжает в село Кёсаджан. Его волосы, борода, ресницы были белые. Его отец Гара Османоглу также был известным на то время ашугом. Во времена правления Ага Мухаммеда Шах Каджара, из-за многочисленных войн, а также из-за ухудшения условий для проживания, он был вынужден вместе со своей супругой Сусанбар, сестрой Уммульбану, сыновьями Мухаммедом и Исмаилом бежать в село Кяркибаш Гёйчинского магала, Эриванского ханства где и прожил всю оставшуюся жизнь, и скончался там же. Аг Ашуг Аллахведи скончался в 1860 году в селе Кяркибаш. Его могила находится на сельском кладбище. На месте его дома же, построила свой дом его правнучка Бясди.

## Творчество
В стихах Аг Ашуга упоминается не мало ойконимов Гёйчинского магала, так же как и в селе Кяркибаш — территория, домовой участок, вещи и тому подобное, связанные с именем деятеля искусства. В своем стихотворении, посвященном реке протекающей в достаточном расстоянии от ашугских сёл и втекающей в озеро Гёйчу, он также жёстко критикует несправедливость и тиранию ханов с беками:
Подобно океану, неспокойна ты,
Гёйче покоя не даёшь, Гилли,
Подобна бекам, ханам, самовольна ты,
Путнику не даёшь пройти, Гилли.
До этого же он занимался ашугством в основном в Шарур-Даралагезе. В Даралагезе ашугское искусство так же хорошо развивалось, как и в Гёйче. Согласно рассказам старейшин Гёйчи, Аг Ашуг проводил пышные свадебные церемонии и соревновался со многими знаменитыми ашугами в Нахичеване, Шаруре, Даралагезе, Эривана, Гёйчи, Дарачичеке, Кельбаджаре, Лачине, Газахе, Шамкире, Шамсаддине, Гянджабасаре, но и в Багдаде, Басре, Тебризе, Бухаре, Урмие. Он состязался в Эриване с Ашугом Дураханом, в Нахичеване и Кичик Мазре с Кешишоглу, и над всеми одерживал победу. Помимо этого он был учителем известного Ашуга Алы Гызылвенкли.